# 自由主義神学
自由主義神学（じゆうしゅぎしんがく、英: liberal theology〔リベラルセオロジー〕, theological liberalism〔セオロジカルリベラリズム〕）は、キリスト教のプロテスタントの神学的立場の一つ。その発生以来、プロテスタント教会の主流エキュメニカル派の多くが採用する立場。
「自由主義」の語は社会学・政治学用語からの仮借であり、神学分野では「歴史的（伝統的）・組織的な教理体系から自由に、個人の理知的判断に従って再解釈する」の意である。教義・教理の批判的研究である教義史を確立させた。
かつては新神学（New Theology　ニューセオロジー）とも呼ばれ、日本のキリスト教界にも大きな影響を与えた。

## 自由主義神学の特徴
- 科学的な見方（進化論等）を許容し、聖書に記されている神話的要素（天地創造、ノアの箱舟、バベルの塔、ヨシュア記等）を必ずしも科学的・歴史的事実とは主張せず、宗教的に有益な寓話（若しくは神話・説話・物語等々）とみなす。
- 聖書本文に対する批評的な研究・解釈、非神話化を支持し、書かれた言葉が書かれた時代の人々にどう読まれたかを解釈の第一義とする。各書の成立に纏わる伝説（モーセ五書の著者はモーセ、イザヤは一人の預言者イザヤによる、など）を必ずしも採用せず、聖書無謬説、逐語霊感説、聖書無誤を採らない。
- モーセ五書の記者がイスラエルの指導者である預言者モーセであるという伝統的な理解を否定し、文書仮説を支持する。
- 古文書学のほか、考古学、史学の成果も最大限活用して古代の信仰のありようを分析し、そこから現代の課題に合わせたキリスト教信仰を再構築しようとする。
- 自由主義者（リベラル）やフェミニスト神学者は人工妊娠中絶擁護のプロチョイスの立場をとるとされる[2]。
- 一部の甚だしく急進的な派では、イエスの母マリアの処女懐胎やキリスト教信仰の中心ともいえるイエスの復活をも事実とはせず、神の存在をも肯定しない。この段階に達すると、聖書と基本信条に示される三位一体の神を信じる、歴史的なキリスト教の正統信仰の枠から、完全に逸脱する。異端神学というより、その宗教性そのものが根本から問われる。

用語「自由主義神学」は、これら科学や聖書学の成果を謙虚に受け入れる理性と保守的信仰を両立させている層から、宗教的に甚だしく形骸化している層・いわゆる宗教色の希薄な信仰者・共感者層までを幅広くカバーする。

## 教派と神学者

### 自由主義神学に立つ教派・グループ
現代の西方教会においては、日本基督教団内の一部、ルーテル教会各教派などのプロテスタント各主流派（メインライン・プロテスタント）がこうした立場を受け入れている。これらの教会は、その立場に立たない教会からは、リベラル派、エキュメニカル派と呼ばれることもある。

### 自由主義神学に立つ主な神学者
近代主義神学の父と呼ばれるシュライエルマッハーがリベラルの「始祖」にあたるとされ、アルブレヒト・リッチュルとアドルフ・ハルナックが代表的な神学者として挙げられる。
また、自由主義神学の「行き過ぎ」に対して「危機神学」「弁証法神学」と称される新潮流を興したカール・バルト、エミール・ブルンナー、ラインホルド・ニーバーとヘルムート・リチャード・ニーバー、パウル・ティリッヒ、ルドルフ・ブルトマンなどのいわゆる新正統主義の神学者らも、おもに福音派からは、広義の自由主義神学者に数えられたり、古い自由主義神学の再興として新自由主義神学と呼ばれたりすることがある。加えて福音派からは、ブルトマンの非神話化について「現代のリベラル神学に共通する発想と基本的論理」と言われることがある。

### 自由主義神学に立たない教派・グループ
プロテスタント内の福音派は、自由主義神学の立場をとらない（自由主義神学と対置される立場）。
カトリック教会においては、自由主義神学の限界が認識されている。教皇ベネディクト16世は、自由主義神学について、神の国を個人主義的に解釈しようとするものであり、一面的で根拠のないものであるとした。
東方教会（正教会・東方諸教会）ではそもそも神学・歴史の前提が西方教会と異なっており、「自由主義神学」と「反自由主義神学」といった論争の軸が存在しない。

## 歴史

### 18世紀：折衷的「合理主義」
1750年頃から西ヨーロッパにおいて、キリスト教で（西方教会におけるカトリック教会・聖公会・プロテスタントの別を問わず）伝統的に捉えられてきた天地創造、および様々な出来事に及ぶ神の摂理といった解釈に対して決別するという「合理主義」の潮流が、大陸系プロテスタントの中に生じた。なお、これらの潮流を指す「合理主義」は、自称ではなく、他者からの呼び名である。
この時の潮流は、教会に対する反発といった所に原因はない。1760年代にカトリック教会を「抑圧」「反動」として非難した（カトリック信徒の）ヴォルテールとは異なり、当時のプロテスタントにおいては教会・牧師達は重んじられ、腐敗が非難されるといった事態は生じていなかった。
18世紀の「合理主義」は、宗教改革と哲学者の多様な観念の折衷を目指したものであった。これは伝統的解釈との訣別といった面において「一種の反乱」とも評価されることがある。
ただし18世紀の「合理主義」は、諸科学がまだ黎明期にあり、化学は未成熟で、生殖作用のプロセスも殆ど知られていなかったこともあり、伝統的概念に代わる新たな体系を提示する事は出来なかった。

### 19世紀：「自由主義」「合理主義」の進展と対立の発生
19世紀に入ると、18世紀に生じた折衷的とも称される合理主義は、諸科学の進展に伴って幅広い様相を呈するようになる。
依然として宗教改革以来のプロテスタントが育んできた教会の役割を重視する者も多数存在したが、他方、自分たちの精神的独立や、一切の枠に嵌め込まれることへの恐れをはっきりと表明する者も登場してきた。
1820年代から1840年代にかけてこうした「自由主義」は、聖書の権威、キリストの犠牲による信徒の救いは認めてはいたものの、「人は自由にキリストの方へ目を向けることができる」と断言し、正統主義と対立する。
19世紀末には、自由主義においては聖書は他の古代の書物と同様、批判的分析の対象とされ、イエス・キリストの復活も、敬虔から来る弟子たちの錯覚などとされるケースも出るに至った。
こうした自由主義・合理主義の潮流においても、シャルル・ヴァーグネールなどを例として、深い宗教的精神、熱烈なイエスへの愛は存在し続けたとされることもある。
ただし19世紀の自由主義・合理主義の流れに対して、伝統主義者達が反発して「正統派」「福音主義」と呼ばれる流れが生じ、それ以降激しい抗争が行われるようになった（抗争は現在に至っている）。
福音主義の観点からは、自由主義神学は19世紀から20世紀初頭に台頭し、伝統的な宗教観に大きな変化（保守的視点からは「打撃」）をもたらしたとされる。福音主義同盟はリベラルとユニテリアンの異端に対して福音主義の9ヶ条を確認した。危機感を募らせた福音主義者は英国やアメリカでキリスト教根本主義（ファンダメンタリズム）を興した。

### 20世紀：自由主義と新正統主義
20世紀初頭、シュライエルマッハーの後継者である自由主義は、アドルフ・フォン・ハルナックの著作『キリスト教の本質』を得ていた。
当時の自由主義の基盤には、三つの楽観主義的要素が挙げられる。
一つ目は、宗教や倫理においては、確信をもたらす唯一の源泉は歴史であるとされていた信念があったこと。この信念の上に、自由主義の神学者達は聖書を批判的に解釈し、確固とした歴史的核に到達することを目指した。
二つ目は、経験の上に自分たちの確信を打ち立てる自然科学と同様に、宗教経験を確信の源泉としようとする志向。ただしこの宗教経験には、完全に純粋であること、限りない多様性において捉えなおすことといった条件付けがなされる。さらに、現代の知性がキリスト教の権威・聖書への服従することを軽減し、教義を軽減することへの志向を伴った。
三つ目には、キリスト教は世界の局面を変える事が出来るという確信が挙げられる。これは「社会的キリスト教」とも表現される。ただしこの潮流は社会主義の側につこうとする者も居たものの、マルクス主義とは同盟せず、階級闘争は拒否し、制度の変革・精神の変革を同時に行おうとした。
これらの要素は、文明の進歩に対する楽観主義としても特徴付けられる。しかしながらヨーロッパに大惨禍をもたらした第一次世界大戦は、文明の進歩に対する楽観を打ち砕き、自由主義神学に対するそれまでの楽観も翳りが生じることになった。
元は歴史的核に到達することを試みていたアルベルト・シュヴァイツァーが著した『イエス伝研究史』（1906年）が、歴史を確信の基盤とする方法論の「失敗確認書」のようなものであった事にもみられるように、第一次大戦前にも自由主義への翳りはあった。
しかし第一次大戦において、アドルフ・フォン・ハルナックはヴィルヘルム2世の参戦のメッセージを起草しており、多くの神学者達が（その中には自由主義者のみならず保守派も含まれていたが）93人の知識人の宣言に署名していたことが顧みられ、文明の危機だけでなく、自由主義をはじめとするキリスト教界の危機が、多くの神学者に認識されるようになった。
このような歴史的背景のもと、カール・バルトらによる新正統主義神学の潮流が生じた。
自由主義（リベラル）と福音主義の見解の対立は、19世紀から、21世紀初頭の今日に至るまで継続している。

## 日本のリベラル
日本組合基督教会の小崎弘道は、1889年に同志社で行われたYMCAの夏季学校において、「聖書のインスピレーション」と題する講演で高等批評を擁護し、聖書信仰を否定した。ここから日本のリベラルが始まると言われる。小崎は「余はこの講義において、霊的倫理的インスピレーション説なるものを主張し、聖書に誤謬が有るとか無いとかいうが如き窮屈な見解を放擲し、之に向かっては自由研究をなさねばならぬ。又吾人は信仰の基礎を聖書に置くことをせず、聖霊即ち実験に据えねばならぬことを述べた。」
植村正久は植村・海老名キリスト論論争において、リベラルの海老名弾正を追放したが、植村正久の聖書観もリベラルの影響を受けており、欠陥があったと保守派によって指摘されている。植村は言語霊感を聖書崇拝と呼んでいた。また、植村がリベラルの教科書を使用したことは、南長老ミッションとの決裂の原因となった。
ジョン・M.L.ヤングは、「日本の教会は、自由主義神学の高等批評によって信仰が骨抜きにされており、植村神学が簡易信条主義であったことから、異教の偶像崇拝に対して抵抗する力を持たなかった」と主張した。
福音派はプロテスタントをエキュメニカル派（リベラル派）と福音派（聖書信仰派）の二派に分類する。日本福音同盟は自由主義神学に対しての福音主義、エキュメニカル派に対しての福音派と定義し、WCC系のエキュメニカル派（日本基督教団等）は福音主義でないとしている。また福音派は、エキュメニカル運動を「リベラル神学に基づく教会合同運動」と定義し、それらエキュメニカル派に対抗するパラチャーチの組織が成立している。

## 中華人民共和国
中華人民共和国においては自由主義神学的傾向（中国語では「現代派」と呼ばれる）を持つ呉耀宗などが三自愛国運動を展開したが、同運動には保守的神学傾向（中国語では「基要派」と呼ばれる）を持つ教会グループも実際には加わっていた（真耶穌教会、耶穌家庭など）。もちろん基要派の中には三自愛国運動の指導者の神学を「自由主義神学」と批判し、彼らを「不信派」とまで断定し、同運動に断固として加わらなかった王明道（ワン・ミンタオ）などもいた。

## 自由主義神学への批判的見解

### メソジスト・ウェスレー派
テイラー、リチャード監修「ウエスレアン神学事典」によれば、「自由主義は近代主義と同義語である。保守的、伝統的なキリスト教の教えと対照的に、その信念は聖書的と言うより理性的で、人間主義的である。」とされる。批判の文書で「理性的」また、「人間主義的」とされる場合、それは推奨される意味合いにおいて、そのように言われているのではない。
- 「理性的」における「理性」とは、啓蒙主義における神なき、自立した理性で、それゆえ限界を有しているとの理解が背後にある。聖書によれば「かえってその思いは空しくなり、その無知な心は暗くなったからです。彼らは、自分では知者であると言いながら、愚かなものとなり、」（ローマ1:21、22）と言われる「心」に相当する。ウエスレーの四辺形の項目を参照のこと。
- 「人間主義的」においても、ここ意味される「人間」は、福音主義の立場から言えば、すべての人は神の御前に罪人であるので、罪・自己中心に傾き易い性質を有した人と言う意味で用いられている。

### 改革派
ジョン・グレッサム・メイチェンは、自由主義神学（リベラリズム）とキリスト教を比較した『キリスト教と自由主義神学』で、「自由主義神学はキリスト教とは別の宗教」、「現代におけるキリスト教の主要な敵は、自由主義神学である。」「キリスト教は聖書の上に立てられているが、自由主義神学は罪人の感情の上に立てられる。」と結論した。
ロバート・チャールズ・スプロールは、ペラギウス主義と自由主義神学に救いはなく、救い主はいないとしている 。